# Casa dos Esqueletos
A Casa dos Esqueletos está localizada em Conímbriga, Portugal.

## Descrição
A casa dita dos esqueletos é um bom exemplo de residência privada de prestígio na qual a entrada, peristilo e grande sala de refeições, se dispõem num eixo central.
Construída nos finais do século I ou inícios do século II, foi decorada com mosaicos no século III e demolida nos finais desse século ou início do seguinte para se construir a muralha. Posteriormente, a zona foi ocupada por um cemitério tardo-romano e medieval que deu nome à casa.
As escavações decorreram dos anos 40 aos anos 60 do século XX.

## Galeria

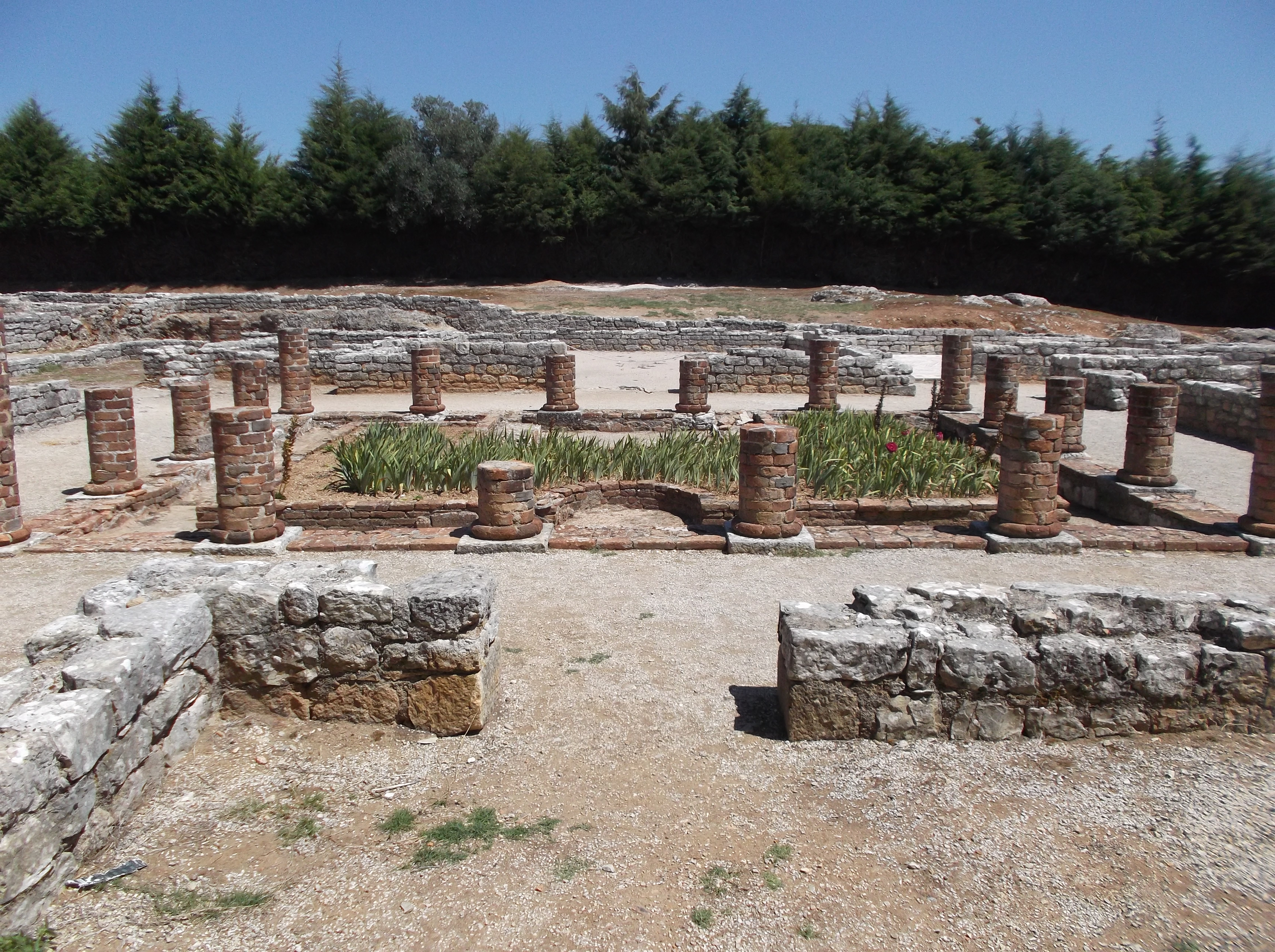
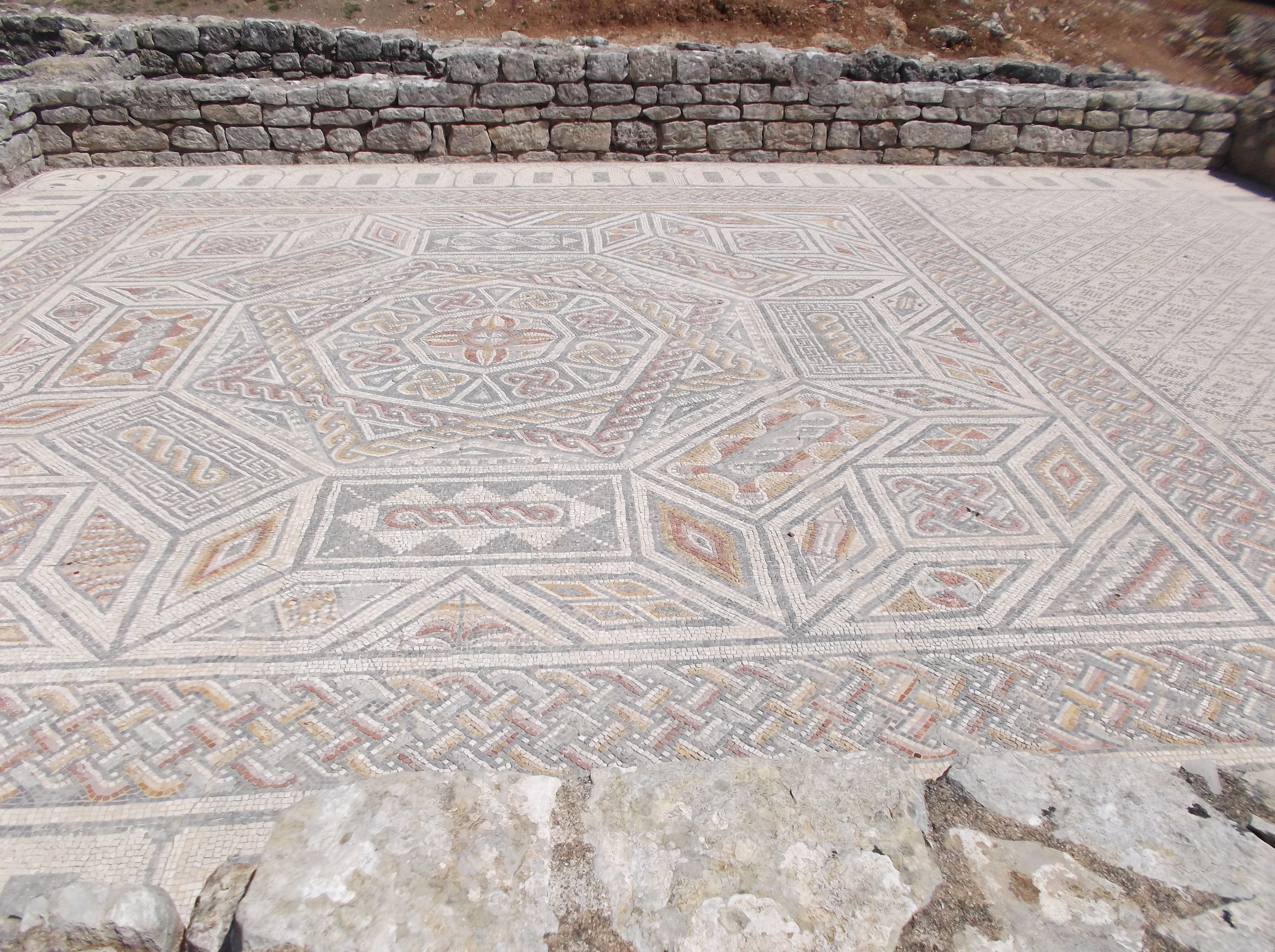